# ヴィクトル・チェルノジュコフ
ヴィクトル・チェルノジュコフ（Victor Chernozhukov、1974年11月21日 - ）はアメリカ合衆国の統計学者・経済学者。マサチューセッツ工科大学経済学部の教授と統計センターの職員を務めている。高次元パラメータにおける構造推定モデルの数理統計学と機械学習について研究している。

## 経歴
1997年にイリノイ大学アーバナ・シャンペーン校で統計学の修士号を、2000年にスタンフォード大学で経済学の博士号を取得している。